# چونگوکسان (دونگهه/سامچوک)
چونگوکسان (به لاتین: Cheongoksan) یک کوه در کره جنوبی است. چونگوکسان ۱٬۴۰۳٫۷ متر بالاتر از سطح دریا واقع شده‌است.